# Longina
Longina – żeński odpowiednik imienia Longin pochodzenia łacińskiego. Wywodzi się od wyrazu longus oznaczającego „długi”. Patronem tego imienia jest m.in. św. Longin z Cezarei Kapadockiej. 
Longina imieniny obchodzi: 21 marca, 2 maja, i 29 października.